# Torneio de Montreux de 1938
O Torneio de Montreux de 1938  foi a 17ª edição do Torneio de Montreux.

## Resultados
|    | Equipe       | Pts | J | V | E | D | GM | GS | DG  |
| -- | ------------ | --- | - | - | - | - | -- | -- | --- |
| 1º | Herne Bay    | 8   | 5 | 4 | 0 | 1 | 25 | 6  | 19  |
| 2º | Itália Norte | 8   | 5 | 4 | 0 | 1 | 16 | 7  | 9   |
| 3º | Suíça        | 6   | 5 | 3 | 0 | 2 | 17 | 13 | 4   |
| 4º | Alemanha     | 5   | 5 | 2 | 1 | 2 | 11 | 14 | -2  |
| 5º | França       | 2   | 5 | 1 | 0 | 4 | 8  | 22 | -14 |
| 6º | Bélgica      | 1   | 5 | 0 | 1 | 4 | 7  | 22 | -15 |

|              | Bélgica | França | Alemanha Nazista | Suíça | Itália | Inglaterra |
| ------------ | ------- | ------ | ---------------- | ----- | ------ | ---------- |
| Bélgica      |         | 2-4    | 4-4              | 1-3   | 0-2    | 0-9        |
| França       |         |        | 1-4              | 3-6   | 0-4    | 0-6        |
| Alemanha     |         |        |                  | 2-1   | 0-4    | 1-4        |
| Suíça        |         |        |                  |       | 5-3    | 2-4        |
| Itália Norte |         |        |                  |       |        | 3-2        |
| Herne Bay    |         |        |                  |       |        |            |